# رژیم غذائی اتکینز

انقلاب رژیم غذایی دکتر اتکینز، اولین بار در سال ۱۹۷۲ منتشر شد.

رژیم غذائی اتکینز که به‌طور رسمی «مشی غذائی اتکینز» (به انگلیسی: Atkins Nutritional Approach) نامیده می‌شود یک رژیم غذایی با کربوهیدرات پایین است که توسط دکتر رابرت اتکینز پیدا شد. وی این متد را در نتیجه مطالعه یک رژیم در (Journal of the American Medical Association) و به کار بردن آن بر روی خودش برای حل مشکل اضافه وزنی کشف کرد. مدتی بعد او شروع به انتشار یک سری کتاب در مورد این رژیم کرد که اولین آن «انقلاب رژیم غذائی اتکینز» (Dr. Atkins' Diet Revolution) در سال ۱۹۷۲ بود. گر چه بعداً این کتاب را با بازنگری هائی منتشر کرد اما به اصول اولیه رژیم وفادار ماند.
یک بنگاه اقتصادی به نام Atkins franchise بر اساس این رژیم به وجود آمد که هدف آن تهیه محصولات مورد استفاده علاقه‌مندان به این رژیم بود که این بنگاه به علت محبوبیت رژیم اتکینز بسیار کامیاب بود هر چند این کامیابی در اوائل هزاره سوم با دست اندازهایی روبرو شد تا حدی که تنها دو ماه پس از مرگ دکتر اتکینز در ژانویه سال ۲۰۰۵ یک کمپانی که توسط وی پایه‌گذاری شده بود به نام تغذیه اتکینز از رونکونکوما، نیویورک اعلام ورشکستگی کرد. بعد از یک سال اوضاع این کمپانی بهتر شد بطوری‌که امروزه علامت تجاری اتکینز بر روی بسیار از محصولات غذایی دیده می‌شود.